# Robustunguis ungulatus
Robustunguis ungulatus är en kräftdjursart som beskrevs av Fiers 1992. Robustunguis ungulatus ingår i släktet Robustunguis och familjen Laophontidae. Inga underarter finns listade i Catalogue of Life.